# Dorfkirche Wichmar

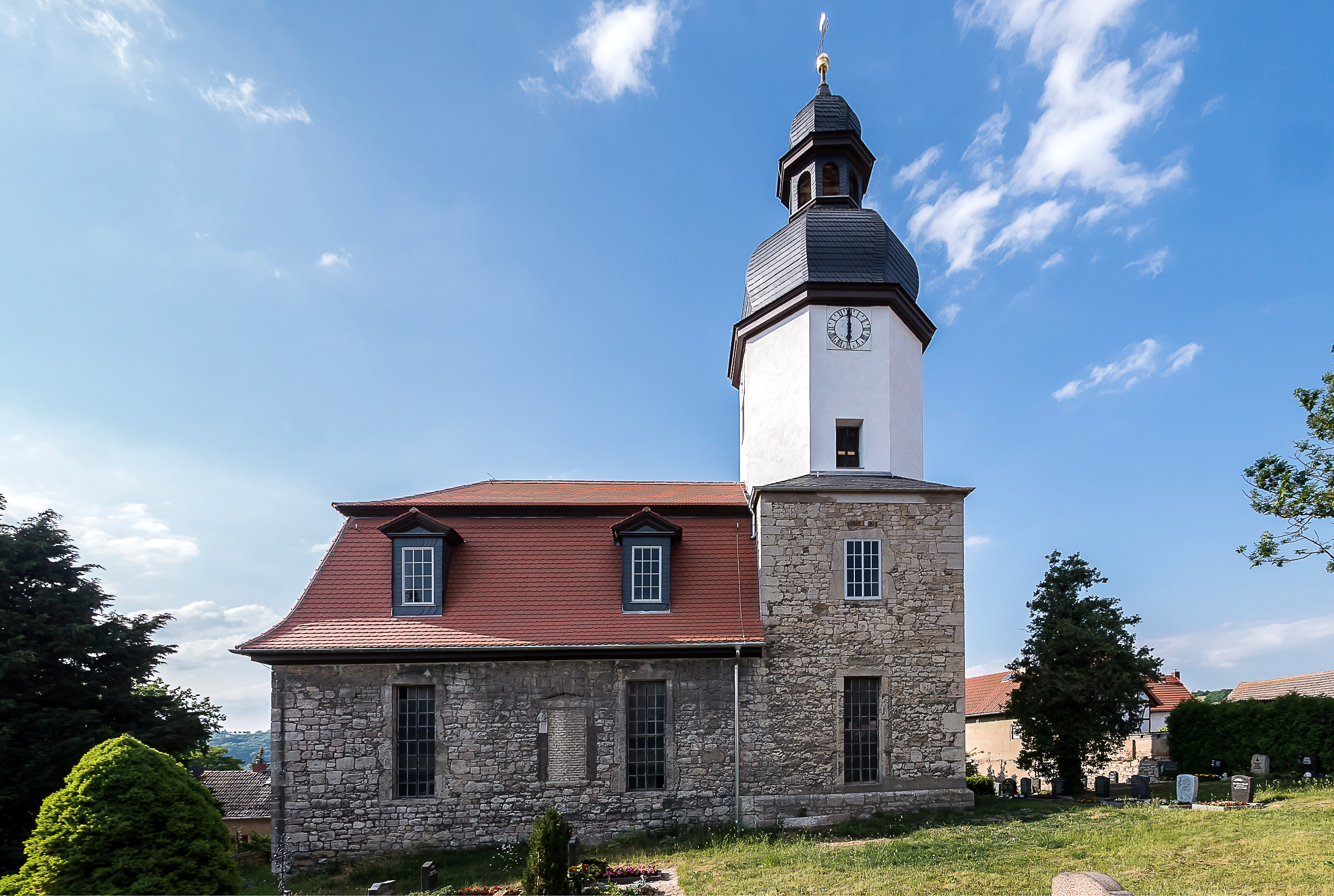
Dorfkirche Wichmar

Die Dorfkirche Wichmar befindet sich in der Gemeinde Wichmar im Saale-Holzland-Kreis in Thüringen. Sie gehört zum Pfarrbereich Dorndorf-Steudnitz im Kirchenkreis Eisenberg der Evangelischen Kirche in Mitteldeutschland.

## Lage
Die Kirche steht auf einer Anhöhe am östlichen Saaletal und überragt die nähere Umgegend.

## Geschichte
1732 wurde die Kirche errichtet. Ihr Kirchenschiff wird von einem Mansarddach geschützt. Der ostseitige Zwiebelturm ist mit Schiefer ausgestattet.

## Ausstattung
Der barocke Baustil setzt sich im Kircheninneren fort. Neben dem zopfstilartigen Kanzelaltar fallen zwei mit Ranken und Blütenschmuck versehene Emporen auf, ebenso das Gestühl aus dem 18. Jahrhundert. Auf der Westseite ist auf der zweiten Empore die Orgel eingebaut. Die Decke über der Orgel ist einsturzgefährdet, deshalb ist die Empore da ausgebaut. Die obere Decke zwischen den Seitenemporen ist als Tonne ausgebildet.
Die Bronzeglocke aus dem Jahr 1732 wird manuell geläutet. Die Turmuhr ist aufziehbar.
Mit der geplanten Kirchensanierung sollte im Jahr 2013 begonnen werden.